# San Nicola in Carcere-bazilika
A Bebörtönzött Szent Miklós-bazilika (Basilica di San Nicola in Carcere) kisbazilikai rangú katolikus címtemplom Rómában.

## Története
A templomot II. Paszkál pápa építette, a homlokzaton megmaradt az 1128-as évre utaló vésés. Az épületet az antik Forum Olitorium területén emelték, ahol Róma köztársasági periódusában három templom állt. Ezeket a középkorban börtönné alakították át, erre utal a katolikus imahely elnevezése. A templomot Szent Miklósnak szentelték, mivel az őt különösen tisztelő görög népesség lakott a területen. A lakosok a Forum Olitorium három templomát addig gyógynövény- és zöldségpiacként használták.
Az építményt 1599-ben szinte teljesen felújították Giacomo della Porta építész tervei alapján. 1865-ben, IX. Piusz pápa uralkodása alatt ismét restaurálták és díszítették. 1932-ben lebontották az épületet, amelyhez addig támaszkodott, így előkerültek az ősi templomok beépített maradványai is. A déli templom feltehetően Spesnek, a Remény római istenének ajánlották, ez volt a legkisebb. Az első pun háború alatt emelték, többször újjáépítették: időszámítás előtt 212-ben, az időszámítás előtti 1. század elején, Augustus és Hadrianus római császár idején. A szentélyt dór oszlopok vették körül, némelyik ma is látszik a Szent Miklós-bazilika falába építve.
A templom alatt van a három antik építmény legnagyobbikának, a Iuno Reginának épített szentély. Ez 30x15 méteres, hatszögletű, jón oszlopokkal körbevett épület volt. Ezek maradványai láthatók a keresztény bazilika alapozásában, közel az apszishoz. A templom az időszámítás előtti 2. század elején épült. A harmadik templom a bazilika jobb oldalán állt, alaprajza és formája a Iunónak tisztelgő temploméhoz hasonlított. Oszlopai közül több ma is látszik, valószínűleg Ianust imádták benne.
A Szent Miklós-bazilikának három hajója van, amelyeket 14 oszlop választ el egymástól. Valamennyit antik templomok maradványai közül emelték ki, így anyagban, méretben különbözőek. A falakat Guercino, Antonio Romano és Lorenzo Costa képei díszítik.

## Bíboros-protektorok
A címptemplom jelenlegi bíboros-protektora Silvano Maria Tomasi, C.S..

### Korábbi bíboros-protektorok
- Zenon Grocholewski (2001.02.21 – 2011.02.21, 2011.02.21 – 2020.07.17 pro hac vice)
- Alois Grillmeier S.J. (1994.11.26 – 1998.09.13)
- Patrick Aloysius O’Boyle (1967.06.29 – 1987.08.10 pro hac vice)
- Nicola Canali (1935.12.19 – 1961.08.03)
- Giuseppe Mori (1922.12.14 – 1933.03.13, 1933.03.13 – 1934.09.30 pro hac vice)
- Gaetano De Lai (1907.12.19 – 1911.11.27)
- Joseph Hergenröther (1879.05.15 – 1888.06.01)
- Domenico Bartolini (1875.03.31 – 1876.04.03)
- Camillo Tarquini S.J. (1874.01.16 – 1874.02.15)
- Pietro Marini (1847.04.12 – 1863.08.19)
- Giuseppe Antonio Zacchia Rondinini (1845.04.24 – 1845.11.26)
- Nicola Grimaldi (1834.06.23 – 1845.01.12)
- Pietro Vidoni (1816.04.29 – 1830.08.10)
- Marino Carafa di Belvedere (1801.07.20 – 1807.08.24)
- Romoaldo Braschi-Onesti (1787.01.29 – 1800.04.02)
- Giovanni Battista Rezzonico (1770.12.12 – 1783.07.21)
- Domenico Orsini d’Aragona (1753.11.26 – 1763.01.24)
- Mario Bolognetti (1747.05.15 – 1751.02.01)
- Carlo Rezzonico (később XIII. Kelemen pápa) (1738.01.27 – 1747.05.15)
- Antonio Banchieri (1728.05.10 – 1733.09.16)
- Damian Hugo Philipp von Schönborn (1721.06.16 – 1721.09.10)
- Lorenzo Altieri (1707.06.08 – 1718.11.14)
- Henri Albert de la Grange d’Arquien (1699.04.11 – 1707.05.24)
- Gianfrancesco Ginetti (1689.11.28 – 1691.09.18)
- Urbano Sacchetti (1681.09.22 – 1689.11.28)
- Paolo Savelli (italoalbán rítus) (1670.05.14 – 1678.05.23)
- Friedrich von Hessen-Darmstadt O.E.S.S.H. (1668.03.12 – 1670.05.14)
- Rinaldo d’Este (1644.12.12 – 1668.03.12)
- Giangiacomo Teodoro Trivulzio (1644.10.17 – 1644.12.12)
- Carlo de’ Medici (1623.10.02 – 1644.10.17)
- Carlo Emmanuele Pio di Savoia (1604.06.25 – 1623.10.02)
- Pietro Aldobrandini (1593.11.03 – 1604.06.14)
- Federico Borromeo (1591.01.14 – 1593.09.17)
- Francesco Sforza (1585.07.29 – 1588.12.05)
- Georges d’Armagnac (1562.07.06 – 1585.07.10 pro hac vice Title)
- Francesco Gonzaga (1561.03.10 – 1562.07.16)
- Carlo Carafa (1560.01.31 – 1560.06.07)
- Giovanni Battista Consiglieri (1558.12.16 – 1559.08.25)
- Giacomo Savelli (1552.03.09 – 1558.12.16)
- Niccolò Caetani (1538.04.16 – 1552.03.09)
- Rodrigo Luis de Borja y de Castre-Pinós (1537.01.15 – 1537.08.06)
- Íñigo López de Mendoza y Zúñiga (1531.06.21 – 1537.01.15)
- Amanieu d’Albret (1500.10.05 – 1520.12.20)
- Rodrigo de Borja y Borja (később VI. Sándor pápa) (1456.09.17 – 1471.08.30)
- Landolfo Maramaldo (1381.12.21 – 1386, 1389.12.18 – 1415.10.16)
- Giovanni Arlotti (* 1328.05.15 – ?)
- Guglielmo Longhi (1294.09.18 – 1319.04.09)
- Benedetto Caetani (később VIII. Bonifác pápa) (1281.04.12 – 1291.09.22, 1291.09.22 – 1294.12.24)
- Giovanni Gaetano Orsini (később III. Miklós pápa) (1244.05.28 – 1277.11.25)
- Oddone de Monferrato (1227.09.18 – 1244.05.28)
- Guido Pierleone (1205 – 1221.12.18)
- Gérard, O. Cist. (1198.12 – 1199)
- Egidio di Anagnia (1190.09 – 1194)
- Pietro Diana (1185.03.06 – 1188.03)
- Bernardo (1178.09.22 – 1181)
- Vibiano (1175.03.07 – 1175.09.19)
- Ottone (1152 – 1174)
- Ottaviano di Monticelli (később elenpápa) (1138 – 1151.03.02)
- Giovanni Dauferio (1122.12 – 1134.03.09)
- Pietro (1118 – 1120?)
- Crisogono Malcondini (1117 – 1123?)
- d’Alatri d’Alatri (1099 – 1117?)